# Polymerus vulneratus
Polymerus vulneratus is een wants uit de familie van de blindwantsen (Miridae). De soort werd het eerst wetenschappelijk beschreven door Georg Wolfgang Franz Panzer in 1806 als Lygaeus vulneratus.

## Uiterlijk
De langwerpig ovaal gevormde, geelachtig of grijsachtig groene wants is macropteer en kan 4 tot 5 mm lang worden. Het lichaam is bedekt met een groot aantal zwarte haren en zilverglanzende schubachtige haartjes. Het scutellum is zwart met een gele punt aan de onderkant. Het halsschild heeft vaak zwarte vlekken in het midden en aan de zijkanten. Het uiteinde van het ondoorzichtige deel van de voorvleugels, de (cuneus), is rood met een gele bovenkant en gele punt aan de onderkant. De wants heeft een zwarte kop met duidelijke gele vlekken naast de ogen.    
Van de gele pootjes zijn de achterdijen meestal roodbruin met twee bruine ringen. De antennes zijn geheel geelbruin of roodbruin.

## Leefwijze
De wantsen komen als eitje de winter door en de soort kent een enkele generatie in het jaar. De imagines kunnen van mei tot september aangetroffen worden op zandgronden langs de kust op diverse kruiden zoals vlieszaad (Corispermum), loogkruid (Salsola) en geel walstro (Galium verum).

## Leefgebied
De soort is zeldzaam in Nederland en komt alleen in de kustprovincies voor. De verspreiding is Holarctisch, van Europa tot Azië, Noord-Afrika en Noord-Amerika.